# Stephen Tataw
Stephen Tataw   (Yaoundé, 31 de març de 1963 - Yaoundé, 31 de juliol de 2020) fou un futbolista camerunès de la dècada de 1990.
Fou internacional amb la selecció de futbol del Camerun amb la qual participà en la Copa del Món de futbol de 1990 i 1994.
Pel que fa a clubs, destacà a Tonnerre Yaounde, Olympic Mvolyé i Tosu Futures.